# Abbazia di St. Marienthal
L'abbazia di St. Marienthal (lat. Abbatia Vallis B.M.V.) è un'abbazia cistercense femminile situata nell'Oberlausitz, in Sassonia. È la più antica abbazia femminile dell'Ordine cistercense in Germania, che esiste fin dalla sua fondazione.

## Ubicazione

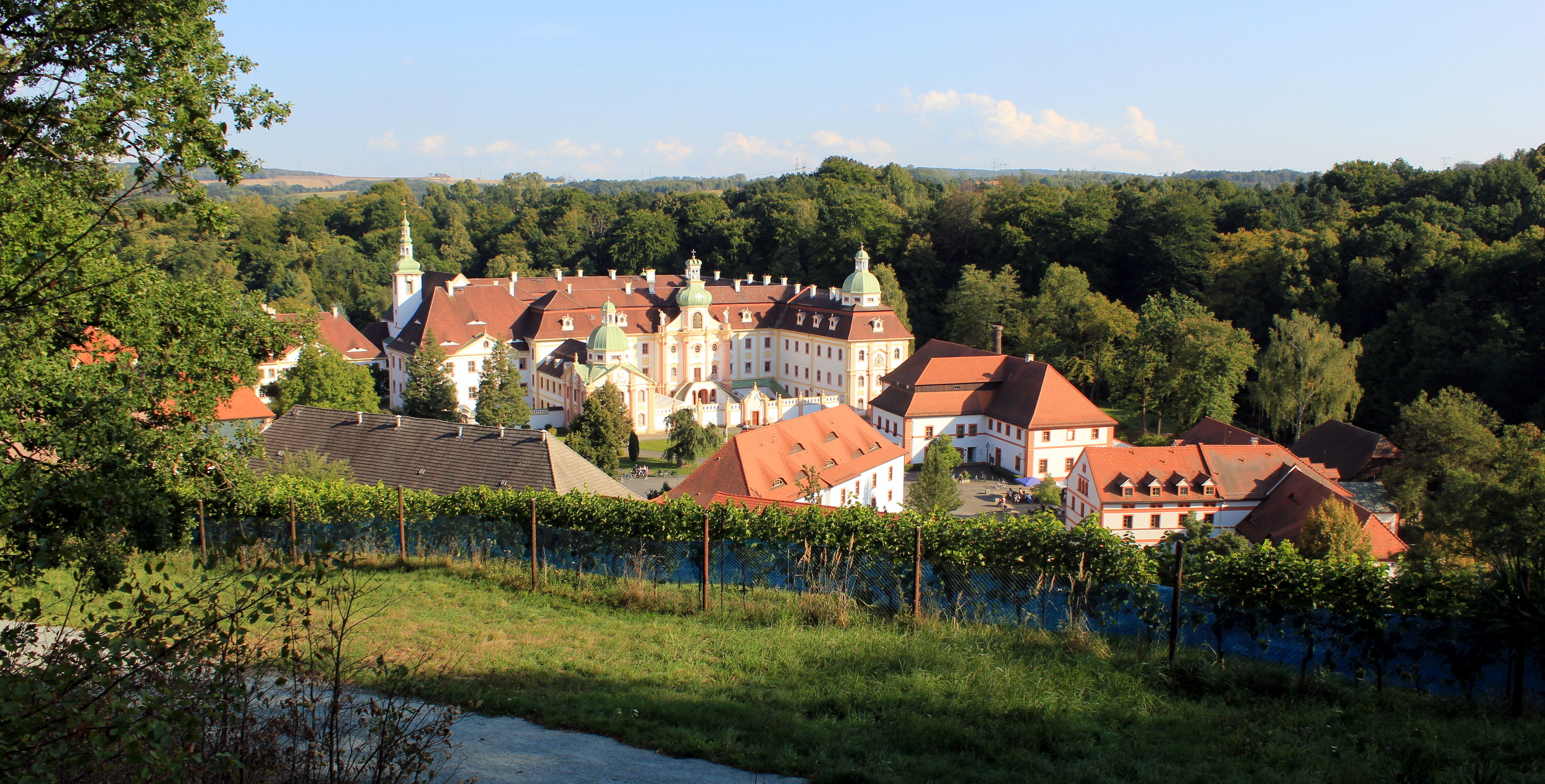
Veduta dell'abbazia nella valle del Neiße

St. Marienthal si trova nel territorio del comune di Ostritz, sulla riva sinistra del fiume Neiße, che qui dal 1945 costituisce la linea di confine fra Germania e Polonia. Dista circa 20 km a nord da Görlitz.

## Storia
Secondo la tradizione l'abbazia sarebbe stata fondata nel 1234 da Cunegonda di Svevia - figlia di Filippo di Svevia e consorte del re ceco Venceslao I di Boemia - nelle vicinanze di una strada percorsa da commercianti, che conduceva da Praga per Zittau a Görlitz.
I corrispondenti documenti però dimostrano solo la donazione dell'attuale località di Seifersdorf da parte di Cunegonda a un già esistente convento. Ricerche recenti indicano che l'originale iniziativa di fondazione avrebbe potuto essere partita poco prima dai conti di Dohna, che stavano per fondare Marienthal come luogo di sepoltura e monumento alla memoria della famiglia, volendo far diventare Ostritz una propria signoria, tipica conclusione della formazione di una signoria di successo. Alcuni anni dopo i Přemyslidi avrebbero inserito l'abbazia, nel corso della loro necessaria conferma di feudatari, nella loro propria politica di primato.

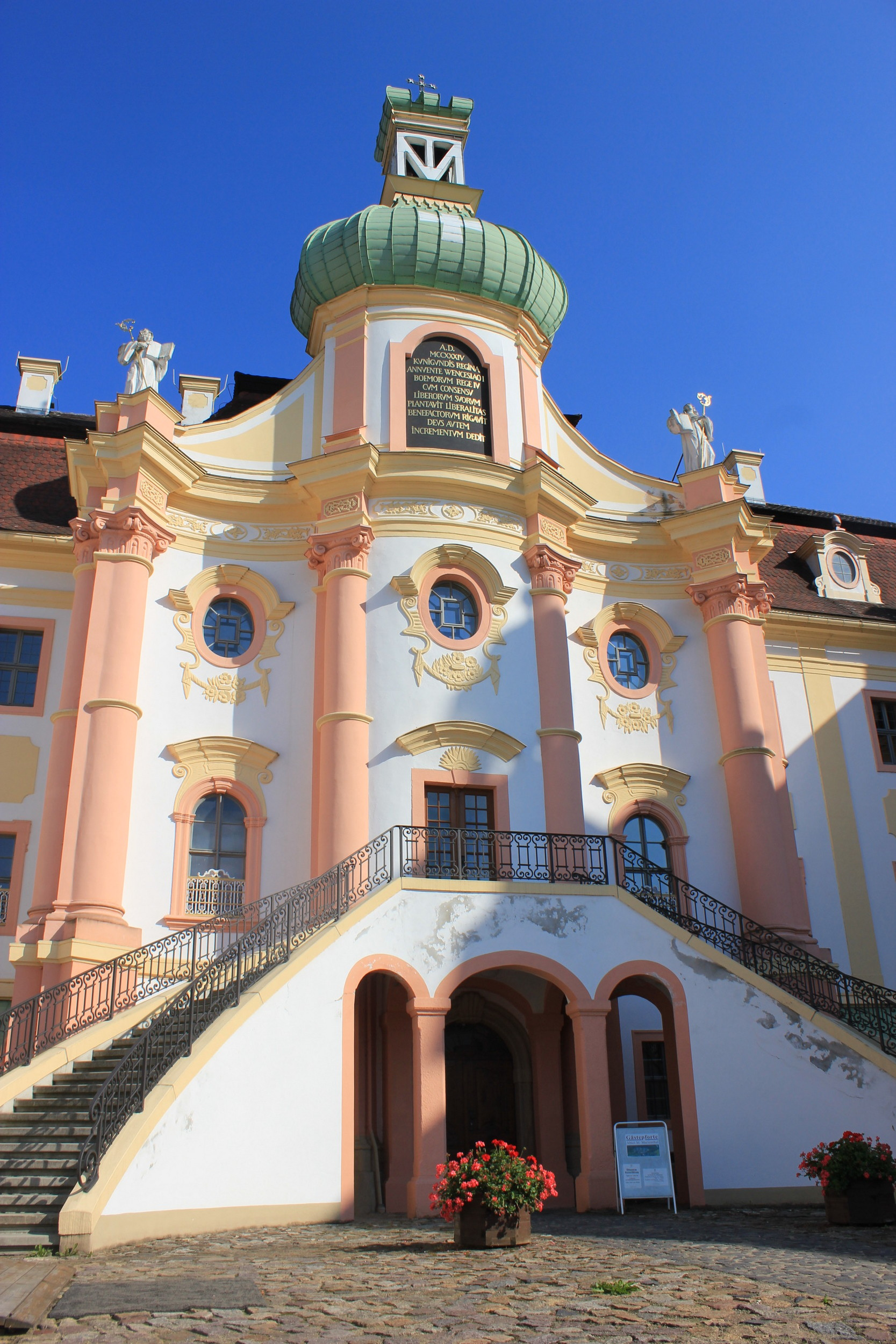
Il portale barocco dell'Abbazia

Già nel 1235 l'abbazia era stata incorporata nell'Ordine cistercense e assegnata alla provincia boema. Come "visitante" funse per primo l'abate dell'abbazia di Altzella. Dopo che Venceslao I nel 1238 aveva definito con riserva la istituzione sotto avvocazia, il vescovo di Praga, la cui diocesi, che originariamente era stata assoggettata a quella di Meißen, consacrò già nel 1245 la chiesa. Prima, il 15 giugno 1242, il re boemo Venceslao I aveva trasferito all'abbazia la signoria della località e del vecchio santuario di Jauernick – oggi nel territorio del comune di Markersdorf. Come garante reale ebbe questa funzione, fra le altre, anche Hertwicus de Sprewemberch.
Solo nel 1783 fu sciolto il legame ecclesiastico con Praga, e l'abbazia fu posta sotto i prefetti apostolici di Bautzen.
L'abbazia acquisì in seguito grandi proprietà terriere, tra le quali la città e la signoria di Ostritz come metà signoria di Trzciniec.
Intanto St. Marienthal approfittò anche della sponsorizzazione dei nobili dei dintorni, particolarmente del già citato conte di Dohna. Dopo che l'abbazia già nel 1238 era stata liberata dalla giurisdizione patrimoniale, re Giovanni I di Boemia le conferì anche la giurisdizione penale nel 1346. Le suore gestirono anche su una parte die loro possedimenti il diritto di asilo. Un "avvocato", di regola un nobile dei dintorni, rappresentava l'abbazia nelle incombenze economiche e successivamente anche in quelle giuridiche.
Nel 1427, durante la crociata Hussita, l'abbazia fu distrutta. Fino alla ricostruzione, terminata nel 1452, le suore dell'abbazia dovettero risiedere ed attendere nella loro casa di Görlitz. Nel 1515, 1542 e, particolarmente catastrofico, nel 1683, ebbero luogo incendi che provocarono nuovamente pesanti distruzioni. Nel 1685 ebbe inizio la ricostruzione in stile barocco. La grande guerra del Nord cacciò nuovamente le suore dall'abbazia nel 1707, questa volta verso la Boemia.
Ai tempi della riforma protestante l'abbazia non riuscì a impedire che numerose località di suo dominio diventassero evangeliche. Ciò condusse alla curiosa situazione, che l'abbazia cattolica, come titolare del diritto di patronato, dovesse includere parrocchie evangeliche e lo stesso "avvocato" dell'abbazia era evangelico. Anche a St. Marienthal la "Nuova Dottrina" trovò simile risonanza, tanto che nel XVI e nel XII secolo tre badesse dovettero essere rimosse, mentre poteva essere evitata la secolarizzazione in un istituto femminile laico.
Mentre l'abbazia nel periodo pre-riforma incontrava quasi esclusivamente nobili, dopo la riforma fu dominata da borghesi. Le badesse provenivano spesso dalla Slesia o dalla Boemia. Dopo la riforma i visitanti sostituirono gli abati nell'abbazia di Neuzelle, provenienti da quelle boeme (Königsaal, Ossegg).
La pace di Praga del 1635 e la Costituzione sassone del 1831 assicurarono all'abbazia la sopravvivenza come tutti i tradizionali diritti e libertà anche sotto la signoria sassone.
All'inizio del XIX secolo St. Marienthal fu proprietaria terriera in 21 località e in altre quattro sobborghi; ancora nel XX secolo essa possedeva numerosi diritti di patronato nelle località circostanti. Nel 1838 l'abbazia fondò un orfanotrofio e una scuola, che nel 1938 dovette obbligatoriamente chiudere.
Da Marienthal nel 1901 fu nuovamente fondata in Moravia l'abbazia Porta Coeli, che nel periodo del giuseppinismo era stata sciolta. Oltre a questa, le suore di Marienthal furono anche fondatrici indirette dell'abbazia danese nel castello di Sostrup.

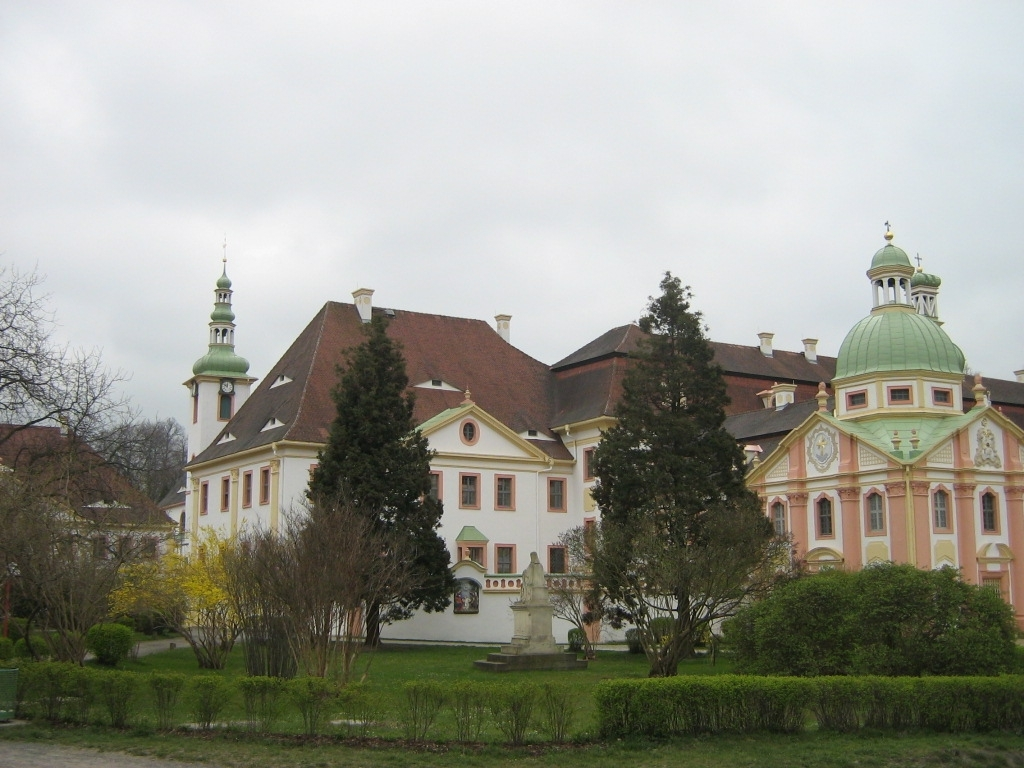
St. Marienthal: chiesa e abbazia

La "grande alluvione" del 1897 in Sassonia ebbe delle ripercussioni devastanti anche su St. Marienthal, poiché l'esondazione della Neiße distrusse soprattutto l'arredamento barocco dell'interno della chiesa abbaziale.
Durante la seconda guerra mondiale nell'abbazia fu installato, tra l'altro, un lazzaretto. Il rifiuto delle suore di lasciare l'abbazia impedì che le SS alla fine della guerra facessero saltare in aria gli edifici abbaziali e fu distrutto solo il ponte sulla Neiße. Con I nuovi confini definiti dopo il 1945 l'abbazia perse grandi proprietà nei territori ora assegnati alla Polonia; gli espropri delle proprietà rimaste nel corso della riforma fondiaria in Germania poterono però essere evitati.
Nel 1952 l'abbazia riottenne lo status di persona giuridica di diritto pubblico del quale era stata privata dal potere nazista.
Nel 1955 l'abbazia istituì il St.-Joseph-Pflegeheim, una casa per donne e ragazze invalide e nel 1979 seguì a Schlegel la Pater-Kolbe-Hof, un ricovero per uomini invalidi.
Nel 1984, ancora nella situazione di Repubblica Socialista, l'abbazia festeggiò, insieme a 25.000 persone, i suoi 750 anni di vita, prima della riunificazione del 1989, quando riebbe libertà e margini di manovra: nel 1992 fondò il Centro internazionale d'incontri St. Marienthal, che si dedica alla riconciliazione e alla riconciliazione nelle triplici frontiere.
Dopo che il Pater-Kolbe-Hof fu restaurato ed ampliato, vi si trasferirono nel 1999 le donne e gli uomini e St. Josef fu ristrutturato in foresteria.
Dopo che dal 1989 erano stati spesi molti mezzi e sforzi nella ristrutturazione dell'abbazia, nell'agosto del 2010 una terribile alluvione procurò terribili danni, stimati in parecchi milioni di Euro.

## Situazione attuale
Il convento dell'abbazia nel 2016 conta 15 suore. Dal 2016 è badessa Elisabeth Vaterodt. Colei che l'ha preceduta, Regina Wollmann, a sua volta preceduta da Pia Walter fino al 1993, lasciò per aver raggiunto il limite di età di 75 anni.
L'abbazia di St. Marienthal possiede grandi pianure agricole, che in gran parte sono date in affitto. Quella di Weinberg è la più orientale della Germania.
L'abbazia è la responsabile della Pater-Kolbe-Hofs (ricovero per portatori di handicap) con 74 assistiti a Schlegel. Il laboratorio per persone handicappate contiene 30 posti di lavoro.
Il complesso abbaziale è significativo come cultura storica. Esso comprende gli edifici abbaziali come la sede della badessa, la chiesa abbaziale, la prevostura, la cappella della Croce e I fabbricati vicini come una panetteria, una segheria, un ex mulino e un birrificio.
Il Centro internazionale d'incontri offre un cospicuo programma di seminari e possibilità di alloggio in numerose foresterie.